# Nitaï HaArbeli
Nitaï HaArbeli ou Nitaï d'Arbel (en hébreu נתאי הארבלי) occupa la fonction d'Av Beth Din au IIe siècle av. J.-C. Avec son binôme Yehoshoua ben Perakhya, ils forment le second couple (zoug) de la période des tannaim. Il est vraisemblablement originaire d'Arbel, situé à l'ouest du lac de Tibériade.
On ne dispose que très peu d'éléments concernant sa vie, et seuls quelques écrits portent sa signature.
Dans le manuscrit Kaufmann de la Mishna, il est appelé Mataï.